# LilyPond
GNU LilyPond – oprogramowanie do składu nut.
Program jest rozprowadzany na licencji GNU GPL.